# FightKlub
FightKlub – kanał sportowy należący do węgierskiego koncernu medialnego IKO Media Group. Stacja jest w całości poświęcona sportom walki (m.in. boks, kickboxing czy MMA).

## Historia
Kanał został uruchomiony 1 października 2012 roku w miejscu Sport Klub+. 1 sierpnia 2013 roku Cyfrowy Polsat rozpoczął wyłączną dystrybucję satelitarną kanału w Polsce. 1 sierpnia 2016 roku w ofercie Cyfrowego Polsatu kanał FightKlub został zastąpiony przez stację Polsat Sport Fight HD. Tego samego dnia FightKlub w jakości HD wszedł w skład oferty platformy satelitarnej Canal+, która rozpoczęła jego wyłączną dystrybucję satelitarną do jesieni 2024, zaś od jesieni 2024 FightKlub w jakości HD pojawił się także w skład oferty platformy satelitarnej Polsat Box.

## Emisja
FightKlub nadaje przez 24 godziny na dobę, 7 dni w tygodniu, w polskiej wersji językowej. Kanał jest dostępny tylko w Polsce.
W Polsce kanał jest dostępny w ofercie platform satelitarnych Platforma Canal+ i Polsat Box oraz sieciach telewizji kablowej (m.in. Vectra, Multimedia Polska i Jambox, z satelity Thor (3.1° WEST) jako dosył dla telewizji kablowej) oraz w telewizji internetowej Ipla. W przeszłości dostępny był również w Cyfrowym Polsacie.
Ambasadorami stacji są polskie gwiazdy sportów walki: były mistrz Europy w boksie Albert Sosnowski oraz mistrz olimpijski w judo Paweł Nastula.

## Parametry przekazu
- Satelita: Thor (0.8°W) - dosył
- Satelita: Hotbird (13.E°E) - platforma Canal+ (kodowanie Conax i Nagravision)